# Drozd zemní
Drozd zemní (Zoothera terrestris, syn. Cichlopasser terrestris) je vyhynulý druh pěvce z čeledi drozdovití (Turdidae). S délkou asi 16,5 cm šlo o středně velkého drozda, jehož obecné zbarvení bylo olivově hnědé, na spodní straně těla světlejší (místy až téměř bílé) a s patrnými, leč nevýraznými hnědými skvrnami na hrudi. Zobák byl tmavě hnědý.
Chování a ekologie drozda zemního zůstávají obestřeny tajemstvím. Tento druh poprvé objevil německý přírodovědec a cestovatel Heinrich von Kittlitz roku 1828, jenž také ptáka v roce 1830 poprvé popsal pod původním vědeckým jménem Turdus terrestris. Domovinou drozda zemního byla Čičidžima, největší ostrov Boninských ostrovů. Podle Kittlitze se drozdi obvykle zdržovali v podrostu, což jim vyneslo druhové jméno, a představovali hojné obyvatele místních pobřežních lesů.
Právě pozemní způsob života je kladen do souvislosti s vymizením drozdů v důsledku invaze nepůvodních predátorů. Od 30. let 19. století u Čičidžimy začaly kotvit velrybářské lodě, z nichž na ostrov unikly krysy. Později zde byla založena i malá osada, což se pojilo se zavlečením prasat, koz, koček a psů. Sběratel ptáků P. A. Holst, jenž se na ostrov vypravil roku 1889, zde již drozda nenalezl; neúspěchem skončila i pátrání z roku 1899 ze strany japonských sběratelů, již pracovali pro svého zaměstnavatele, obchodníka Alana Owstona původem z Anglie, ale žijícím v Japonsku. Přítomnost drozdů nepotvrdil ani výzkum z 20. let 20. století.
Jediných šest exemplářů drozda zemního schraňují muzejní instituce ve Frankfurtu, Petrohradě, Vídni, Leidenu a Praze. Všechny získal von Kittlitz a jde o vzorky, na základě nichž druh vědecky popsal (tzv. syntypy). Vycpaný exemplář neurčeného pohlaví v pražském Národním muzeu pochází ze sbírek rakouského přírodovědce a armádního důstojníka Christopha Feldegga (1779–1845) a instituce jej zakoupila na začátku 50. let 19. století.